# Yitzhak Vissoker
Yitzhak Vissoker, ou Yitzchak Vissoker (né le 18 septembre 1944 en Palestine mandataire), est un footballeur israélien. Vissoker mesure 186 cm pour 82 kg.
Il fut le gardien de but titulaire lors de la Coupe du monde 1970, et il a également participé aux jeux Olympiques de 1976.
Il a joué à l'Hapoël Petah-Tikvah.